# ATI Radeon HD 5000
ATI Radeon HD 5000 je řada grafických karet postavená na čipu R800 firmy AMD, která byla představena 29. září 2009. To byly vydány karty založeny na jádru RV870 (HD 5850 a HD 5870). Nižší modely mají jádra RV840 a RV830. Umisťují se do slotu PCI-E 2.0 16x (je kompatibilní s verzí 1.1). Jádro podporuje DirectX 11, Shader model 5, OpenGL 4.1 a OpenCL 1.1. Jména pro grafické karty se volí podle vzoru Radeon HD 5xx0, například HD 5750, HD 5850, HD 5870, atd.

## PCB
Na PCB najdeme GPU variantu R800, grafickou paměť DDR2 - GDDR5, napájecí obvody, výstupy (DVI, HDMI, …), sběrnici PCI-Express pro komunikaci se základní deskou a další součástky.
- Grafický čip R800
  - Čip obsahuje 5D unifikované shadery, ROP a TMU jednotky, řadič paměti a další součásti.
  - Vyráběný u TSMC.

### Multimédia
Čip UVD2 je impletován v GPU R800 a díky tomu je možnost akcelerace MPEG-2, H.264/MPEG-4 AVC and VC-1 s minimální zatížením CPU.

### Podpora
Podporuje DirectX 11, Shader model 5 a OpenGL 3.0. Umisťuje se do slotu PCI-E 2.0 16x (je kompatibilní s verzí 1.1). Dále podporuje CrossFireX, který umožňuje zapojení až 4 čipů a teoreticky zvýšení výkonu až 4x, ale běžně to je zhruba do 2,5x.

### Modely
- Nejnižší třída
  - HD 5450
- Vyšší nižší třída
  - HD 5550
- Nižší střední třída
  - HD 5570
  - HD 5670
- Vyšší střední třída
  - HD 5750
  - HD 5770
- Nižší vyšší třída
  - HD 5830
- Vyšší třída
  - HD 5850
  - HD 5870
- Nejvyšší třída
  - HD 5970
  - HD 5870 X2

## Řady

### HD 5450
Radeon HD 5450 používá jádro RV810, vyrobené 40 nm procesem u TSMC a směřuje do nejnižší části trhu. Je určen pro kancelářské práce při dobrém poměru cena/výkon. Čip obsahuje 80 SP jednotek, neboli 16 5D superskalarních jednotek (shader jednotky). Paměťová sběrnice má šířku 64 bitů a jsou použity paměti typu GDDR3 na 1,6 GHz, velikost paměti je 0,5 nebo 1 GB. Nahrazuje staré modely HD 4350 a HD 4550. Chlazení bude jak aktivní, tak i pasivní, díky TDP do 20 W. Konkurence od NVIDIE je GeForce 9500 a 9400. Podporuje DirectX 11, Shader model 5 a OpenGL 4.0.

### HD 5500
Radeon HD 5570 a HD 5550 používá jádro RV830, vyrobené 40 nm procesem u TSMC a směřuje do nižší část trhu. Je určen pro hraní nenáročných her při dobrém poměru cena/výkon. Čip obsahuje 320 nebo 400 SP jednotek, neboli 64 nebo 80 5D superskalarních jednotek (shader jednotky). Paměťová sběrnice má šířku 128 bitů a jsou použity paměti typu DDR3 (1,6 GHz), GDDR3 (1,8 GHz) a GDDR5, velikost paměti je 0,5 nebo 1 GB. Nahrazuje starý modely HD 4650. Chlazení je aktivní, tak i pasivní, díky TDP 39 a 43 W. Konkurence od NVIDIE je GeForce 9500 a GT220. Podporuje DirectX 11, Shader model 5 a OpenGL 4.0.

### HD 5670
Radeon HD 5670 používá jádro RV830, vyrobené 40 nm procesem u TSMC a směřuje do střední/vyšší střední části trhu. Je určen pro hraní nenáročných her při dobrém poměru cena/výkon. Čip obsahuje 400 SP jednotek, neboli 80 5D superskalarních jednotek (shader jednotky). Paměťová sběrnice má šířku 128 bitů a jsou použity paměti typu GDDR5 na 4 GHz nebo GDDR3 na 1,8 GHz, velikost paměti je 0,5 nebo 1 GB. Nahrazuje staré modely HD 4650, HD 4670 a HD 4730. Chlazení bude jak aktivní, tak i pasivní, díky TDP do 75 W. Konkurence od NVIDIE je GeForce 9600, GT220, 9800GT a GT240. Podporuje DirectX 11, Shader model 5 a OpenGL 4.0.

### HD 5700

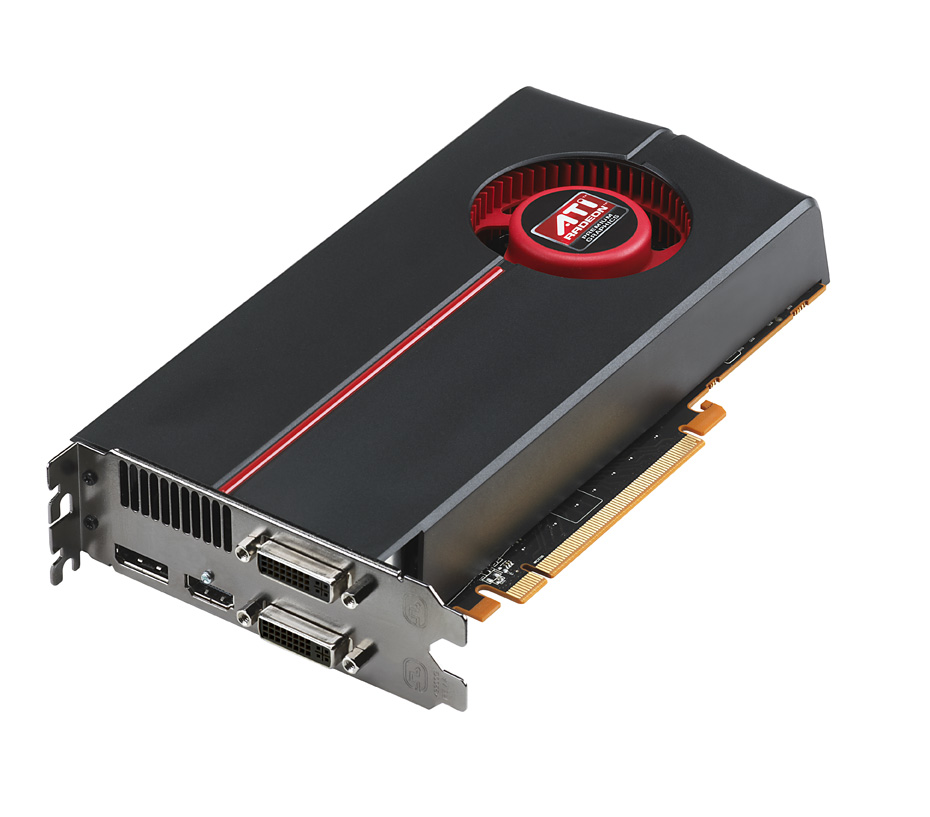
Radeon HD 5770 v referenčním provedení

Řada HD 5700 používá jádro RV840, vyrobené 40 nm procesem u TSMC a směřuje do střední/vyšší střední části trhu. Je určen pro hraní náročnějších her při dobrém poměru cena/výkon. Čip obsahuje 740 nebo 800 SP jednotek, neboli 144 nebo 160 5D superskalarních jednotek (shader jednotky). Paměťová sběrnice má šířku 128 bitů a jsou použity paměti typu GDDR5 od 4,6 do 4,8 GHz, velikost paměti je 0,5 nebo 1 GB. Nahrazuje staré modely HD 4770, HD 4830, HD 4850 a HD 4870. Chlazení bude jak aktivní, tak nejspíše i pasivní, díky TDP do 110 W. Konkurence od NVIDIE je GeForce GTS 450 a GTX 460. Podporuje DirectX 11, Shader model 5 a OpenGL 4.0.

### HD 5800

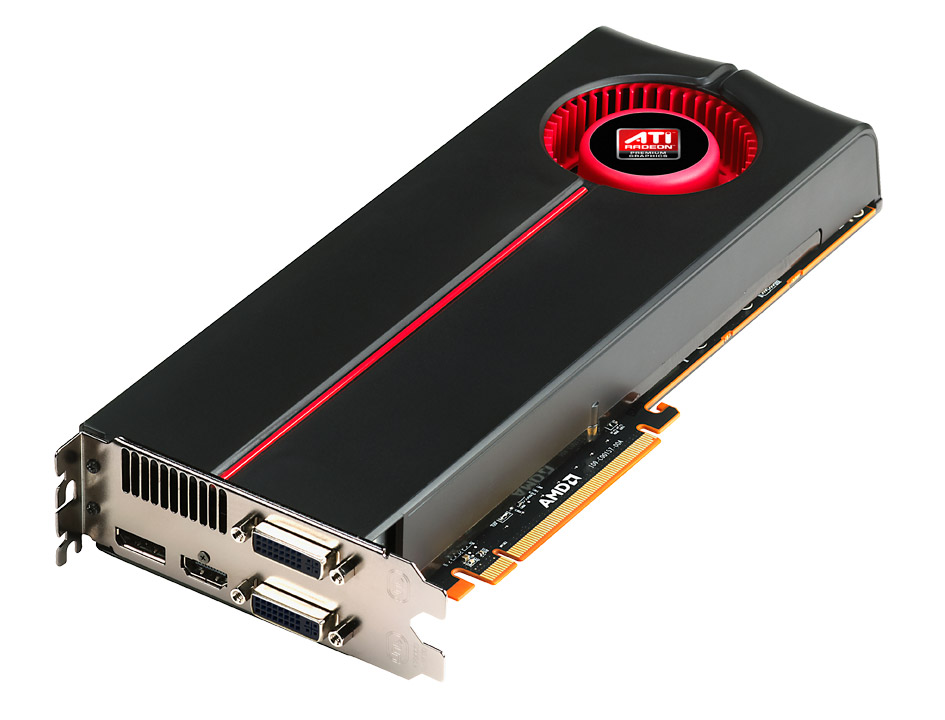
Radeon HD 5850/5870 v referenčním provedení

Řada HD 5800 používá jádro RV870, vyrobené 40 nm procesem u TSMC a směřuje do vyšší části trhu. Je určen pro hraní nejnáročnějších PC her při vysokém výkonu. Čip obsahuje 1440 nebo 1600 SP jednotek, neboli 288 nebo 320 5D superskalarních jednotek (shader jednotky). Paměťová sběrnice má šířku 256 bitů a jsou použity paměti typu GDDR5 od 4 do 4,8 GHz, velikost paměti je 1 nebo 2 GB. Nahrazuje staré modely HD 4850 a HD 4870. Chlazení je aktivní, kvůli TDP do 190 W. Konkurence od NVIDIE je GeForce GTX 460, GTX 465, GTX 470 a GTX480. Podporuje DirectX 11, Shader model 5 a OpenGL 4.0.
ASUS uvedl jako jediný (prosinec 2010) grafickou kartu s 2x RV770 XT (2x HD 5870).

### HD 5970

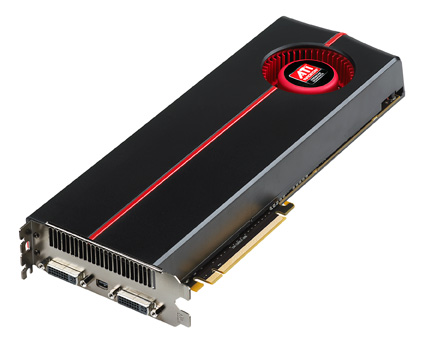
Radeon HD 5970 v referenčním provedení

Řada HD 5970 používá jádro RV870 (obecně označení R800), vyrobené 40 nm procesem u TSMC a směřuje do nejvyšší části trhu. Je určen pro hraní nejnáročnějších PC her při vysokém výkonu. Čip obsahuje 2x1600 SP jednotek, neboli 2x320 5D superskalarních jednotek (shader jednotky). Paměťová sběrnice má šířku 2x256 bitů a jsou použity paměti typu GDDR5 4 GHz, velikost paměti je 2 nebo 4 GB. Nahrazuje starý model HD 4870 X2. Chlazení je aktivní, kvůli TDP do 300 W. Konkurence od NVIDIE je GTX295. Podporuje DirectX 11, Shader model 5 a OpenGL 4.0.
HD 5970 byla nejvýkonnější grafická karta do uvedení nové řady GPU Radeon R900 a GF110.
AMD zapracovalo na přetaktování a díky tomu jde jádro přetaktovat až na hranici 1 GHz a paměti až na 5 GHZ(efektivní).

## Modely

### HD 5450
| Výrobce  | Model                         | Připojitelné rozhraní | Jádro       | Jádro          | Jádro       | Jádro    | Jádro | Jádro | Jádro     | Frekvence (MHz) | Frekvence (MHz) | Frekvence (MHz) | Chlazení | Segment | Výkon                      | Výkon          | Výkon        | Výkon                  | Výkon                              | Výkon                           | Paměťová část | Paměťová část | Paměťová část      | Paměťová část        | Podpora API | Podpora API | Podpora API |
| Výrobce  | Model                         | Připojitelné rozhraní | Počet jader | Počet SM bloků | Shadery     | Shadery  | TMU   | ROP   | ROP       | Čip             | Paměti          | Paměti          | Chlazení | Segment | Teoretický (GFLOPs = FMAD) | Fillrate       | Fillrate     | Fillrate               | Fillrate                           | Fillrate                        | Paměť (MiB)   | Typ pamětí    | Propustnost (GB/s) | Šířka sběrnice (bit) | DirectX     | OpenGL      | OpenCL      |
| Výrobce  | Model                         | Připojitelné rozhraní | Počet jader | Počet SM bloků | 5D jednotek | Jednotek | TMU   | color | Z/Stencil | Čip             | Reálná          | Efektivní       | Chlazení | Segment | Single precision           | Texture (GT/s) | Pixel (GP/s) | Z/Stencil (GSamples/s) | Propustnost geometrie (Mpolygon/s) | Načítaní 32bit dat (Gfetches/s) | Paměť (MiB)   | Typ pamětí    | Propustnost (GB/s) | Šířka sběrnice (bit) | DirectX     | OpenGL      | OpenCL      |
| -------- | ----------------------------- | --------------------- | ----------- | -------------- | ----------- | -------- | ----- | ----- | --------- | --------------- | --------------- | --------------- | -------- | ------- | -------------------------- | -------------- | ------------ | ---------------------- | ---------------------------------- | ------------------------------- | ------------- | ------------- | ------------------ | -------------------- | ----------- | ----------- | ----------- |
| ASUS     | EAH5450/DI/1GD3(LP)           | PCIe 2.1 x16          | 1           | 1              | 16          | 80       | 8     | 4     | 16        | 650             | 400             | 800             | Aktivní  | HTPC    | 104                        | 5,2            | 2,6          | 10,4                   | 650                                | 20,8                            | 1024          | DDR3          | 6,4                | 64                   | 11          | 4           | 1.1         |
| ASUS     | EAH5450 SILENT/DI/512MD2      | PCIe 2.1 x16          | 1           | 1              | 16          | 80       | 8     | 4     | 16        | 650             | 400             | 800             | Pasivní  | HTPC    | 104                        | 5,2            | 2,6          | 10,4                   | 650                                | 20,8                            | 512           | DDR2          | 6,4                | 64                   | 11          | 4           | 1.1         |
| ASUS     | EAH5450 SILENT/DI /512MD2(LP) | PCIe 2.1 x16          | 1           | 1              | 16          | 80       | 8     | 4     | 16        | 650             | 400             | 800             | Pasivní  | HTPC    | 104                        | 5,2            | 2,6          | 10,4                   | 650                                | 20,8                            | 512           | DDR2          | 6,4                | 64                   | 11          | 4           | 1.1         |
| ASUS     | EAH5450 SILENT/DI/1G          | PCIe 2.1 x16          | 1           | 1              | 16          | 80       | 8     | 4     | 16        | 650             | 400             | 800             | Pasivní  | HTPC    | 104                        | 5,2            | 2,6          | 10,4                   | 650                                | 20,8                            | 1024          | DDR2          | 6,4                | 64                   | 11          | 4           | 1.1         |
| ASUS     | EAH5450 SILENT/DI/1GD2        | PCIe 2.1 x16          | 1           | 1              | 16          | 80       | 8     | 4     | 16        | 650             | 400             | 800             | Pasivní  | PC      | 104                        | 5,2            | 2,6          | 10,4                   | 650                                | 20,8                            | 1024          | DDR2          | 6,4                | 64                   | 11          | 4           | 1.1         |
| ASUS     | EAH5450 SILENT/DI/1GD3(LP)    | PCIe 2.1 x16          | 1           | 1              | 16          | 80       | 8     | 4     | 16        | 650             | 400             | 800             | Pasivní  | HTPC    | 104                        | 5,2            | 2,6          | 10,4                   | 650                                | 20,8                            | 1024          | DDR3          | 7,2                | 64                   | 11          | 4           | 1.1         |
| GIGABYTE | GV-R545OC-512I                | PCIe 2.1 x16          | 1           | 1              | 16          | 80       | 8     | 4     | 16        | 700             | 800             | 1600            | Aktivní  | HTPC    | 112                        | 5,6            | 2,8          | 11,2                   | 700                                | 22,4                            | 512           | DDR3          | 12,8               | 64                   | 11          | 4           | 1.1         |
| Výrobce  | Model                         | Připojitelné rozhraní | Počet jader | Počet SM bloků | 5D jednotek | jednotek | TMU   | color | Z/Stencil | Čip             | Reálná          | Efektivní       | Chlazení | Segment | Single Precision           | Texture (GT/s) | Pixel (GP/s) | Z/Stencil (GSamples/s) | Propustnost geometrie (Mpolygon/s) | Načítaní 32bit dat (Gfetches/s) | Paměť (MiB)   | Typ pamětí    | Propustnost (GB/s) | Šířka sběrnice (bit) | DirectX     | OpenGL      | OpenCL      |
| Výrobce  | Model                         | Připojitelné rozhraní | Počet jader | Počet SM bloků | Shader      | Shader   | TMU   | ROP   | ROP       | Čip             | Paměti          | Paměti          | Chlazení | Segment | Teoretický (GFLOPs = FMAD) | Fillrate       | Fillrate     | Fillrate               | Fillrate                           | Fillrate                        | Paměť (MiB)   | Typ pamětí    | Propustnost (GB/s) | Šířka sběrnice (bit) | DirectX     | OpenGL      | OpenCL      |
| Výrobce  | Model                         | Připojitelné rozhraní | Jádro       | Jádro          | Jádro       | Jádro    | Jádro | Jádro | Jádro     | Frekvence (MHz) | Frekvence (MHz) | Frekvence (MHz) | Chlazení | Segment | Výkon                      | Výkon          | Výkon        | Výkon                  | Výkon                              | Výkon                           | Paměťová část | Paměťová část | Paměťová část      | Paměťová část        | Podpora API | Podpora API | Podpora API |